# Ozarba variegata
Ozarba variegata is een vlinder van de familie van de uilen (Noctuidae). De wetenschappelijke naam van deze soort is voor het eerst voorgesteld door Ferdinand Le Cerf in een publicatie uit 1911.
De soort komt voor in Kenia.